# دير العذراء (القدس)
دير العذراء أو دير ستنا مريم دير أثري للروم الأرثوذكس يعود تاريخه إلى العصر البيزنطي في فلسطين، وتحديدا عام 494. يقع داخل أسوار البلدة القديمة لمدينة القدس، في حارة النصارى، حيث لايفصله عن كنيسة القيامة سوى مسجد عمر بن الخطاب.